# Zugbeeinflussung
Zugbeeinflussung (Duits voor treinbeïnvloeding) of Zub is een treinbeïnvloedingssysteem dat toegepast wordt in Zwitserland, Denemarken en bij het Nederlandse RandstadRail. Zub staat voor ZUgBeeinflussung. Het wordt geleverd door Siemens.
ZUB maakt gebruik van bakens in de vorm van inductiespoelen. Deze bakens zijn rechts naast de rails aangebracht zodat het lezen van de bakens richtingafhankelijk is.
ZUB kent meerdere varianten. In Zwitserland wordt Zub 121 gebruikt, in Denemarken Zub 123 en bij de RandstadRail Zub 222c. Een bijzonderheid van Zub 222c is dat deze versie, naast het overbrengen van informatie van de baanapparatuur op de treinapparatuur, ook andersom kan werken. Via deze weg kan de trein-, tram- of metrobestuurder bijvoorbeeld wissels bedienen en toestemming vragen om verder te mogen rijden.

## Zub in Nederland
- De Amsterdamse metro maakt gebruik van ZUB 122. De Amsterdamse Metro begon in 2015 met de aanleg en inbouw van het Communications-Based Train Control (CBTC) Systeem).[1]
- De RandstadRail maakt gebruik van Trainguard Zub 222c. Een deel van de trams en metro's van de Haagse tram en de Rotterdamse metro is ook uitgerust met Siemens Trainguard Zub 222c, zodat deze voertuigen op het net van de RandstadRail kunnen rijden.